# キヌヤ
株式会社キヌヤは、島根県益田市に本社を置く企業。1935年（昭和10年）創業、1951年（昭和26年）5月設立。島根県西部および山口県北浦地方を営業基盤とするスーパーマーケットチェーン「キヌヤ」を運営する企業である。CGCグループに加盟している。

## 特色
衣料品販売業者5名と書籍販売業1名が合同で、競合回避と合理化を目指して1951年（昭和26年）に「益田綿業株式会社」を設立し、1953年（昭和28年）7月に「株式会社きぬや百貨店」に商号変更した。
そして、同年10月20日に益田市初の百貨店として「きぬや百貨店」が開店した。
設立に書店が入っていることから、洋書販売も手掛けていた。
「商業を通じて地域社会に奉仕しよう。」を企業理念とする。2010年（平成22年）には積極的な地産地消の取り組みを開始した。同年時点で売上高に占める地産品の割合は約8%だったが、売上高の20%を地産品にするという数値目標を定め、2015年（平成27年）には16%、2020年（令和2年）には18.3%まで地産品の割合を増やした。地元の農家や食品会社の商品を「ローカルブランド」（LB）と称し、益田産大豆の豆腐などローカルブランドのヒット商品も生まれている。

## 沿革
- 1935年（昭和10年） - 呉服屋として創業。[要出典]
- 1951年（昭和26年）5月17日 - 益田綿業株式会社として設立[広報 1]。
- 1953年（昭和28年）7月[広報 1]5日[要出典] - 株式会社きぬや百貨店に商号変更[広報 1]。
- 1961年（昭和36年） - 食品販売に着手。山口県萩市に出店。
- 1964年（昭和39年） - 浜田市に出店。
- 1968年（昭和43年）9月[広報 1]27日[要出典] - 株式会社キヌヤに商号変更[広報 1]。
- 1970年（昭和45年）7月 - 原徳チェーンやジャスコと共に「山陰ジャスコ」を設立[8]。
- 1975年（昭和50年）11月22日 - 旗艦店の益田ショッピングセンターが開店[9]。
- 1978年（昭和53年）9月 - 鹿足郡津和野町に出店[広報 1]。
- 1979年（昭和54年）4月 - 江津市に出店[広報 1]。
- 1979年（昭和54年）11月5日 - CGCグループに加盟[広報 1]。
- 1983年（昭和58年）8月5日 - ベスト電器との提携に調印[10]
- 2003年（平成15年）1月[広報 1]21日[要出典] - 株式会社三恵を合併[広報 1]。
- 2003年（平成15年）2月[広報 1]21日[要出典] - 株式会社ヨシヤときぬや商事有限会社を合併[広報 1]。
- 2014年（平成26年）2月 - 株式会社一番街を吸収合併[広報 1]。
- 2016年（平成28年）11月22日 - 旗艦店の益田ショッピングセンターを建て替え[11]。
- 2020年（令和2年）7月 - 株式会社服部タイヨーと合併[広報 1]。

## 店舗

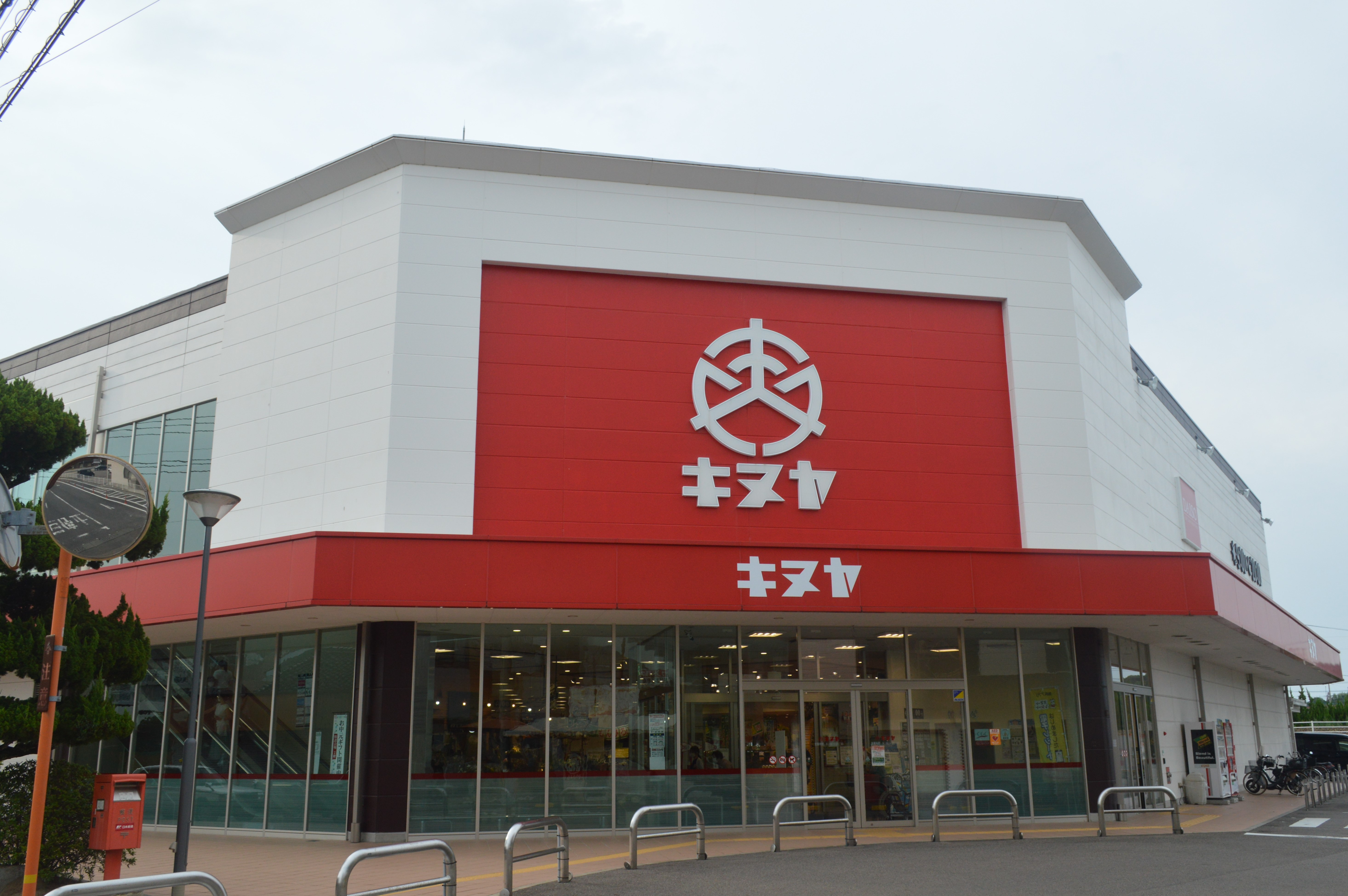
旗艦店である益田ショッピングセンター

2024年7月時点で、島根県益田市に7店舗、浜田市に7店舗、江津市に3店舗、鹿足郡津和野町に1店舗、鹿足郡吉賀町に1店舗、山口県萩市に4店舗、広島県広島市に1店舗の計24店舗を展開している。

### 過去に存在した店舗

#### 島根県

##### 益田市
- きぬや百貨店本店（益田市大字上吉田172-2[2][12][13]、1953年（昭和28年）10月20日開店[2]）

売場面積890m2 → 1,340m2 → 2,970m2
木造2階建てで開業し、1957年（昭和32年）に鉄筋コンクリート造・延べ床面積約400坪の店舗に建て替えた。
1961年（昭和36年）12月1日にセルフサービス方式を導入した。
- キヌヤ太平町店（益田市[15]、1969年（昭和44年）5月10日開店[15]）

延べ床面積838m2、売場面積744m2
- キヌヤ本町店（益田市[15]、1969年（昭和44年）7月15日開店[15]）

延べ床面積741m2、売場面積628m2
- キヌヤ舟入店（益田市[9]、1971年（昭和46年）11月開店[9]）

- （初代）キヌヤ益田ショッピングセンター（益田市[9]、1975年（昭和50年）11月22日開店[9]）

鉄筋コンクリート造3階建て。売場面積5,752m2

##### 浜田市
- きぬや百貨店浜田店[2] → 新町店[12]（浜田市新町29[2][12][17]、1964年（昭和39年）5月28日開店[2]）

売場面積495m2 → 653m2
- きぬや百貨店朝日町店 → キヌヤ朝日町店（浜田市朝日町[18]、1966年（昭和41年）10月7日開店[18]）

延べ床面積890m2、売場面積580m2
- キヌヤ鏡山店（浜田市[19]、1978年（昭和53年）11月26日開店[19]）

延べ床面積2,134m2、売場面積1,466m2
- キヌヤ片庭店（浜田市片庭町[20]、1968年（昭和43年）11月開店[20]）

売場面積3,037m2

#### 山口県
- きぬや百貨店萩店（萩市東田町14-3[21]、）

売場面積1,770m2

### 広報など1次資料
1. 1 2 3 4 5 6 7 8 9 10 11 12 13 14 15 16 17 18  “会社概要”.   キヌヤ. 2023年9月1日閲覧。
2. 1 2  株式会社キヌヤ 第70期決算公告 官報決算データベース